# Bill Lomas
Bill Lomas (n. 8 martie 1928, Derbyshire, Anglia, Regatul Unit – d. 14 august 2007, Mansfield, Anglia, Regatul Unit) a fost un motociclist scoțian. A fost de două ori campion mondial la viteză și a câștigat două ediții ale Trofeului turistic Isle of Man. Și-a încheiat cariera în 1957 în urma unui accident la Imola. 